# Три ниндзя: Жаркий полдень на горе Мега
«Три ниндзя: Жаркий полдень на горе Мега» (англ. 3 Ninjas: High Noon at Mega Mountain) — американский кинофильм 1998 года о боевых искусствах. Четвёртый и последний фильм из серии «Три ниндзя».
В фильме, снятом режиссером Шоном Макнамарой, снялись только три актёра из первоначального состава. Никто из детей-актёров из предыдущих фильмов не вернулся в эту часть. Виктор Вонг — единственный актер, который снялся во всех четырех фильмах. Это также его последний фильм перед смертью в 2001 году. Фильм был снят в Денвере, Колорадо, в тематическом парке «Элитч Гарденс».

## Сюжет
Действие фильма происходит в парке развлечений на горе Мега. Банда Медузы (Лони Андерсон) похищает телевизионную суперзвезду Дэйва Дракона (Халк Хоган), потребовав огромный выкуп. Но злодеи и не предполагали, что среди посетителей аттракционов окажутся трое неразлучных братьев — Рокки (Мэттью Ботукис), Кольт (Майкл О’Лэски II) и Там-Там (Джеймс Пол Рёске II), которые великолепно владеют искусством джиу-джитсу и кунг-фу и в любой момент готовы вступить в единоборство со злом.

## В ролях
- Мэттью Ботукис — Сэмюел «Рокки» Дуглас
- Майкл О’Лэски II — Джеффри «Кольт» Дуглас
- Джеймс Пол Рёске II — Майкл «Там-Там» Дуглас
- Линдси Фелтон — Дженнифер
- Халк Хоган — Дэйв Дракон
- Челси Ирлиуайн — Аманда
- Алан МакРей — Сэм Дуглас
- Виктор Вонг — Дедушка Мори
- Лони Андерсон — Мэри-Энн «Медуза» Роджерс
- Джим Варни — Лотар Зогг
- Кирк Бэйли — Карл
- Брендан О’Брайен — Зед
- Трэвис МакКенна — Бьюлау
- Дуэйн Кэррингтон — Си-Джей
- Пэт Махони — Гарри Джейкобсон

## Отзывы
Фильм получил повсеместно негативные отзывы и в целом считается худшим из четырех фильмов серии. На Rotten Tomatoes фильм имеет рейтинг одобрения 0 %, основанный на 6 рецензиях.